# Tursi
Tursi é uma comuna italiana da região da Basilicata, província de Matera, com cerca de 5.387 habitantes. Estende-se por uma área de 156 km², tendo uma densidade populacional de 35 hab/km². Faz fronteira com Colobraro, Montalbano Jonico, Policoro, Rotondella, Sant'Arcangelo (PZ), Scanzano Jonico, Stigliano.

## Demografia
| Variação demográfica do município entre 1861 e 2011                               |
|                                                                                   |
| Fonte: Istituto Nazionale di Statistica (ISTAT) - Elaboração gráfica da Wikipedia |